# 6954 Potemkin
6954 Potemkin este un asteroid din centura principală de asteroizi.

## Descriere
6954 Potemkin este un asteroid din centura principală de asteroizi. A fost descoperit pe 4 septembrie 1987 la Observatorul de Astrofizică din Crimeea de Liudmila Juravliova. El prezintă o orbită caracterizată de o semiaxă mare de 2,18 ua, o excentricitate de 0,14 și o înclinație de 3,1° în raport cu ecliptica.